# Štěpán Kopřiva
Štěpán Kopřiva (* 13. března 1971 Praha) je český spisovatel, scenárista, režisér a autor komiksových libret. Svá díla píše na pomezí science fiction a fantasy.

## Život a dílo
V roce 1989 absolvoval Střední školy polygrafickou v Praze
Napsal několik povídek a románů, např. Zabíjení, Asfalt, Holomráz. V roce 1996 získal Cenu Karla Čapka se svou povídkou Dutý plamen. Je též spoluzakladatelem české literární skupiny s názvem Sdružení Rigor Mortis ČR, ve které se především s Jiřím Pavlovským podílel na tvorbě fantasy povídek např. Dobro vítězí. Pro jeho literární tvorbu je charakteristický černý humor a naturalismus.
Podílel se také na scénáři k několika krátkým komiksům a zejména ke komiksovému albu kreslíře Jiřího Gruse Nitro těžkne glycerínem, které bylo vydáno i v zahraničí. Dále napsal filmové scénáře pro Byl jsem mladistvým intelektuálem a Choking Hazard, pro český televizní seriál Místo nahoře (filmové a televizní scénáře s Markem Dobešem). Spoluzaložil časopis a vydavatelství CREW. V roce 2024 měla v rozhlase premiéru jeho hra 101 minut.